# Moritz Leuenberger
Moritz Leuenberger, född 21 september 1946 i Biel, är en schweizisk politiker (socialdemokrat). Han var mellan 1995 och 2010 medlem av Förbundsrådet.

## Federala ministerposter
- Miljö-, transport-, energi- och kommunikationsminister 1996–2010

## President och vicepresident
- Förbundspresident 2001, 2006
- Vicepresident 2000, 2005, 2010 (t.om. 31 oktober)